# Sidi M'hamed Bou Qobrine
Pour les articles homonymes, voir Sidi M'Hamed.
 (février 2012).
Sidi M'hamed Ben Abderrahmane dit Bou Koubrine (« l’homme aux deux tombeaux »), est une personnalité soufie du XVIIIe siècle originaire des montagnes de Kabylie (Algérie). Il est le fondateur de la confrérie soufie Rahmaniya. Sur la liste des saints d'Alger, figure ce nom célèbre, qui a été donné à un quartier, puis à une commune de la wilaya d'Alger.

## Origine
Sidi M'hamed Ibn Abderrahmane dit Ibn Youssouf Al-Idrissi Al-Hassani Ezzouaoui Al-Azhari ou M’hamed Ben Abderrahmane Ben Ahmed El-Guejtouli El-Djerdjeri El-Azhari, appartenait à la tribu des Guejtoula d’où le surnom d’El-Guejtouli, El-Djerdjeri pour le Djurdjura d’où il venait et El-Azhari pour l’université al-Azhar où il va étudier vers l’âge de vingt ans.
Sidi M'hamed est issu de la faction des At Smaïl de la tribu berbère des Iguejtoulen, dans la région de Boghni en Kabylie, où il naquit, selon certaines sources, vers 1720. Issu d'une famille maraboutique, il est très tôt dirigé vers les sciences de la religion musulmane. Il étudie dans une des zaouïa du Djurdjura surnommée « Montagne de la lumière » (Djebel Ennour). Il apprend le Coran et les fondements de la religion auprès du Cheikh Sidi Hussein Ibn Aarab des At Iraten, qui fonda sa zaouïa après son retour d'Égypte. À l’époque, les zaouïas du pays enseignaient la langue arabe, le Coran, le hadith, le fiqh, la charia, la poésie mais également les mathématiques et l’astronomie.

## Son périple
Très jeune, il commence à étudier les sciences religieuses dans sa région. Par la suite il entreprit un voyage au Moyen-Orient pour approfondir sa science et compléter ses connaissances. M’hamed Ben Abderrahmane va alors à l’université al-Azhar en Égypte pour étudier. Il réside dans le riouak (galerie) des maghrébins. Là il se lie d'amitié avec « le petit Malik » (fameux commentateur de Khalil), le cheikh Ahmed Edderdir (1715-1786), qui prendra la succession du cheikh Al Hafnaoui, à la tête de la tariqa Khalwatiya. Par l'entremise d'Edderdir, Sidi M'hamed rencontrera le cheikh El Hafnaoui qui l'initia, dirigea sa progression dans la tariqa et le fit entrer en khalwa, « retraite ». Sidi M’hamed adopte cette Tariqa et s’y attache. Après quoi le cheikh El Hafnaoui l'envoie pour un long périple en Inde et au Soudan où il initia, parmi d'autres, le sultan du royaume de Darfour. Sa syaha (voyage spirituel) dans ces contrées durera six années. Puis de retour en Égypte, El Hafnaoui l'autorisa à repartir dans son pays. Après une absence de 30 ans, il revint dans sa faction les At-Smaïl et fonda vers 1183 de l'hégire, la première zaouïa Khalwatiya d'Afrique du Nord. Il initia de nombreux disciples autochtones dont Sidi Errahmouni auteur d'ouvrages de grammaires et de jurisprudence dans le rite malékite.
La khalwatiya est une pratique soufi, une voie « tariqa » parmi les nombreuses voies « toroq » adoptées par les soufis, chacun à sa manière, pour « atteindre la Vérité ». La Khalwatiya tire son nom du mot khalwa qui signifie retraite, et pour la tariqua khalwatiya, la retraite spirituelle du pratiquant en est le principe fondamental. En référence à la retraite spirituelle de Mahomet, dans la grotte de Hira, et à la retraite du prophète Moïse sur le mont Sinaï. 
Le Khalwati, ou Khalwi doit se retirer dans une grotte ou alors dans une pièce fermée, pour pratiquer la prière, la méditation, le wird, c'est-à-dire la récitation du Coran et le dhikr qui est l’invocation des noms de dieu. Cette retraite avec très peu de nourriture, est d’une durée illimitée avec un minimum de trois jours quand même.

## Son œuvre - son retour au pays
Après trente ans d’absence, il revient enfin chez lui. Il s’installe d’abord dans son village des Aït Smaïl, où il fonde la zaouïa de Bounouh. Il décide par la suite de s’installer à Alger pour y fonder la zaouïa de Sidi M'hamed. Il choisit de s’installer dans ce qui sera plus tard le quartier du Hamma, il fonde sa grande zaouïa qui rayonnera sur toute l'Algérie. Cette zaouïa, accueillant les pauvres, les orphelins et les étrangers, est aussi une université où de nombreuses sciences sont enseignées. Elle devient le lieu privilégié de la Khalwa de ceux qui viennent demander l'initiation. Le cheikh aura pour disciples Sidi Abderrahmane Bacha tarzi El Qosantini qui propagera la tariqa dans le Constantinois et dans tout l'est du pays, Sidi Ibn Azzouz El Bordji, Sidi Ameziane El Haddad, chef spirituel de la révolte des Mokrani, Sidi Ahmed Tidjani fondateur de la tariqa Tidjaniya et bien d'autres. Sa Tariqa Khalwatiya est devenu la Rahmaniya (ce qui donnera à la zaouïa Lalla Rahmaniya son nom), en référence à Abderrahmane, le nom de son père.
C’est ainsi que Sidi M’Hamed avait introduit la voie, la Tariqa Khalwatiya en Algérie. Il enseignera pendant environ 25 ans, jusqu’au jour où sentant sa santé décliner, il décide de rentrer chez lui, dans son village natal. C’est là-bas qu’il décède en 1793, à l’âge de 73 ans.

## Sa mort et son influence
Après sa mort un grave conflit éclata entre les rahmani d'Alger qui, voulant le voir enterré dans la grande zaouïa où lui est élevé aujourd'hui un mausolée (au cimetière de Sidi M’hamed à Alger), volèrent sa dépouille du cimetière des At-Smaïl, et les rahmani kabyles qui apprirent le vol. On décida de trancher ce conflit en ouvrant la tombe en Kabylie. Et la légende populaire affirme que l'on retrouva la dépouille telle qu'elle fut enterrée. Depuis Sidi M'hamed est surnommé Bou Qobrine - le saint aux deux tombeaux pour témoigner d'un de ses nombreux prodiges.
La tariqa Rahmaniya continua à prospérer à travers le pays. De nombreuses zaouïas sont fondées ici et là. La Rahmanya devient très vite la tariqa qui compte le plus d'adeptes en Algérie. Cette donnée va profondément être modifiée par l'arrivée, en 1830, des troupes françaises.

## La légende
Le fait que Sidi M’hamed ait eu deux tombes pose problème car, entre le corps volé, qui était bien réel celui-là, et enterré à Alger, et le corps enterré à At-Smaïl, il n’était pas possible qu’un corps puisse être dans deux tombes distinctes. Dans ce cas, deux explications s’imposent:
- La première est, que les personnes chargées de dérober le corps se soient trompées de tombe et ont emporté le corps de quelqu’un d’autre.
- La deuxième, que c’était réellement le corps de sidi M’hamed qui avait été emporté. Mais lorsqu’il a fallu vérifier la tombe originale, les personnes chargées de confirmer la présence du corps, ont peut-être cru bon de dire qu’il y était réellement, pour éviter un conflit, ou une effusion de sang. La population a cru alors au miracle, dû évidemment à la piété du personnage et l’affaire a été définitivement classée. Depuis Sidi M’hamed Ben Abderrahmane est devenu Bou Qobrine.